# James St Clair-Erskine
James Alexander St Clair-Erskine, 3e comte de Rosslyn (15 février 1802 - 16 juin 1866) est un militaire écossais et un homme politique conservateur. Général dans l'armée britannique, il occupe également des fonctions politiques en tant que maître des Buckhounds entre 1841 et 1846 et de nouveau en 1852 et en tant que Sous-secrétaire d'État à la guerre en 1859.

## Biographie
Il est le fils de James St Clair-Erskine (2e comte de Rosslyn), et de sa femme Harriet Elizabeth Bouverie, fille d'Edward Bouverie.
Il entre dans l'armée britannique en 1819. Il achète un capitanat dans les 9th Light Dragoons en 1823 et une place de lieutenant-colonel en 1828. Il est promu Major général en 1854, Lieutenant général en 1859 et général à part entière le 20 avril 1866.
En 1864, il est nommé colonel régimentaire du 7e Queen's Own Hussars après la mort du général William Tuyll. Lord Rosslyn commande également le Auxiliary Cavalry Regiment, The Fife Mounted Rifle Volunteers de 1860 jusqu'à sa mort en 1866.
Il est élu au Parlement pour Dysart Burghs, à Fife, en 1830, un siège qu'il occupe jusqu'en 1831, puis représente Grimsby de 1831 à 1832. Il succède à son père dans le comté en 1837. En 1841, il est admis au Conseil privé et nommé maître des Buckhounds sous Robert Peel et le reste jusqu'à la chute du gouvernement en 1846. Il occupe le même poste de février à décembre 1852 sous Lord Derby, et est brièvement sous-secrétaire d'État à la Guerre sous Derby de mars à juin 1859.
Lord Rosslyn est également sous-lieutenant de Fife.

## Famille
Lord Rosslyn est décédé en juin 1866, à l'âge de 64 ans. Il épouse Frances Wemyss (16 septembre 1794 - 30 septembre 1858), fille du Lieutenant général William Wemyss, du château de Wemyss, Fife, en 1826 et ils ont deux fils et une fille. Son seul fils survivant, Robert St Clair-Erskine lui succède.